# Apotolamprus perinetensis
Apotolamprus perinetensis är en skalbaggsart som beskrevs av Olivier Montreuil 2008. Apotolamprus perinetensis ingår i släktet Apotolamprus och familjen bladhorningar. Inga underarter finns listade i Catalogue of Life.